# Stenia afrella
Stenia afrella är en fjärilsart som beskrevs av Turati 1924. Stenia afrella ingår i släktet Stenia och familjen Crambidae. Inga underarter finns listade i Catalogue of Life.